# Сандалии

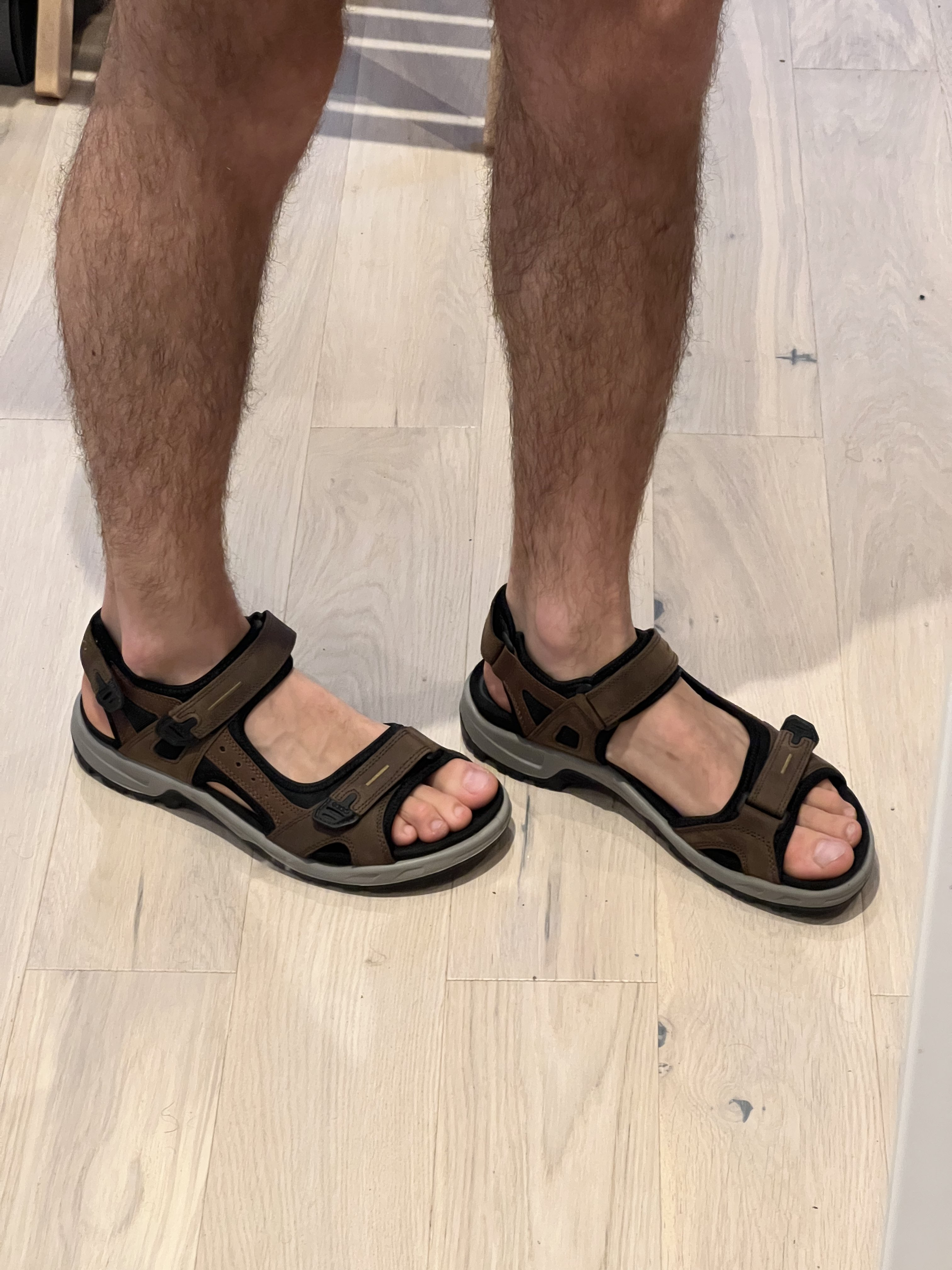

Санда́лии (греч. σανδάλιον, мн. ч. σανδάλια) — открытая лёгкая обувь, подошва которой (часто без каблуков) закрепляется на ноге ремешками или верёвками. Следует отличать от сандалет, имеющих закрытый носок и задник.

## История

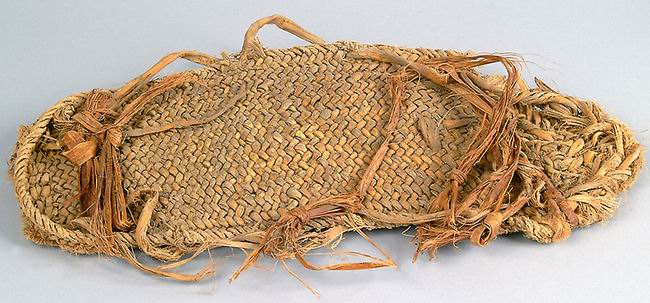
Сандалия из Чако-Каньона, XII век, культура анасази

Сандалии — один из самых древних видов обуви у народов, живших в тёплом климате. Древнейшие сандалии (возрастом около 10 000 лет), хорошо сохранившиеся под слоем вулканического пепла, обнаружены при раскопках пещеры Форт-Рок в штате Орегон (США). Также сандалии были распространены у древних вавилонян, египтян, израильтян, греков и римлян.
Римляне называли свои сандалии лат. solea. Сандалии предназначались для того, чтобы горячий песок не припекал ступни ног, и человек не утомлялся от жары и изнеможения. Сандалии носили многие известные личности Древней Греции, такие как: Перикл, Платон, Солон, Фидий, Фрина, Эней, Евридика.
В 1820-е годы этот вид обуви претерпел видоизменения[какие?].

### Древний Египет

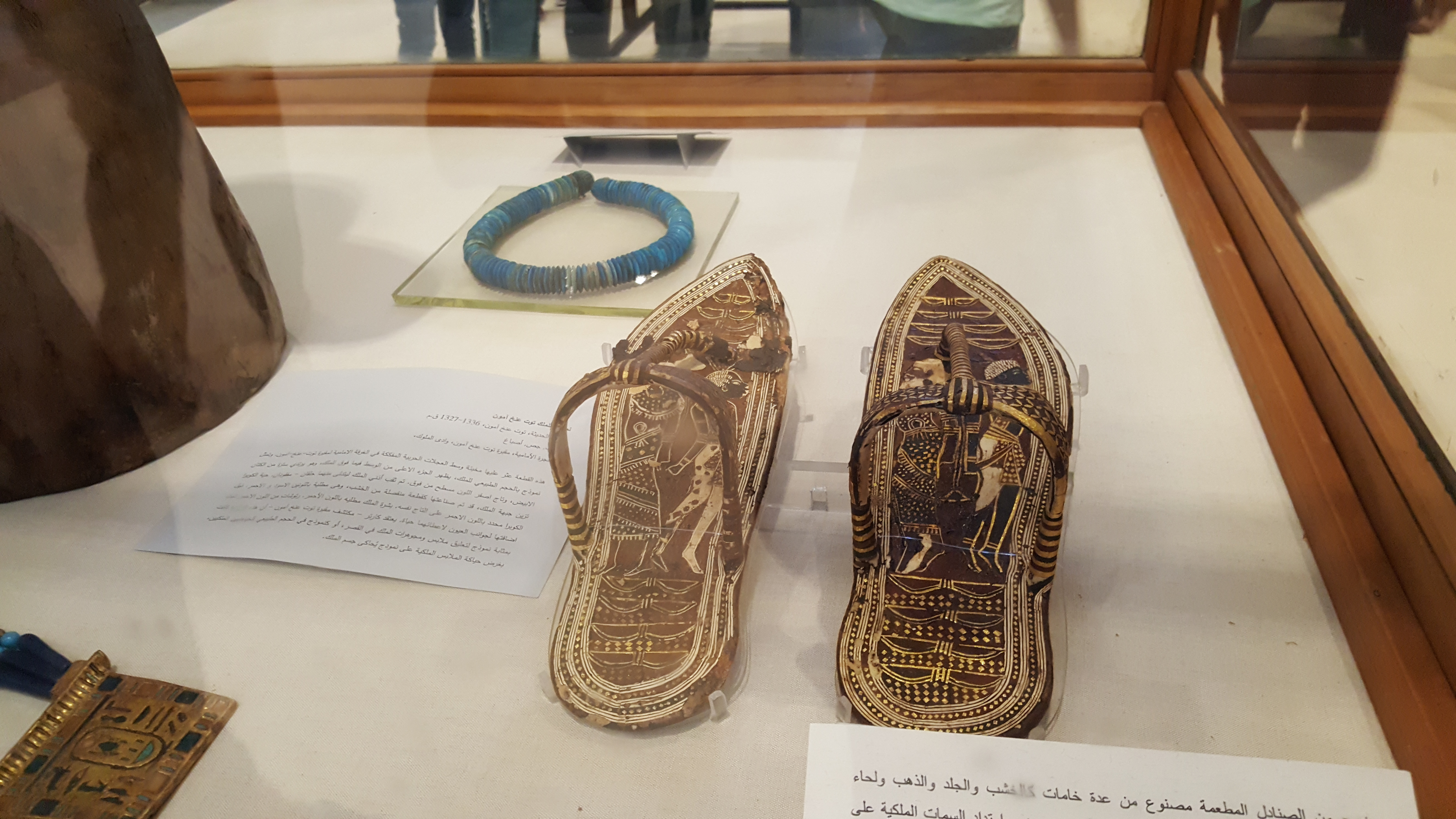
Сандалии Тутанхамона с изображением «девяти луков», XIV век до н. э.

Долгое время единственным видом обуви у древних египтян были сандалии. Очень простые по форме, они представляли собой лишь подошву (иногда с загнутым кверху носком), к которой крепились два ремешка: один ремешок начинался у большого пальца и соединялся с другим, охватывавшим подъём ноги, благодаря чему обувь напоминала стремя. Изготовлялись сандалии обычно из кожи или листьев папируса.
В царских гробницах археологи неоднократно находили золотые сандалии, однако пока ещё не ясно, употреблялась ли такая обувь при жизни владельцев, или же она являлась только принадлежностью погребального обряда, своего рода древнеегипетским аналогом «белых тапочек».
Несмотря на то, что обувь была такой простой, египтяне её очень берегли. Крестьяне, отправляясь в город по делам, часто несли свои сандалии в руках и обувались только на месте. Знатные люди тоже часто ходили босиком, особенно у себя дома.
В египетском языке существовало выражение hr ṯb(w)t/ṯbty (под сандалиями) и означало «быть предметом кого-то».

## Типы сандалий
Сандалии различаются по типам, в основном по типу подошвы и каблука:
- сандалии на платформе;
- сандалии на танкетке;
- сандалии на каблуке;
- спортивные сандалии[4];
- туристические сандалии.